# Gransdorf

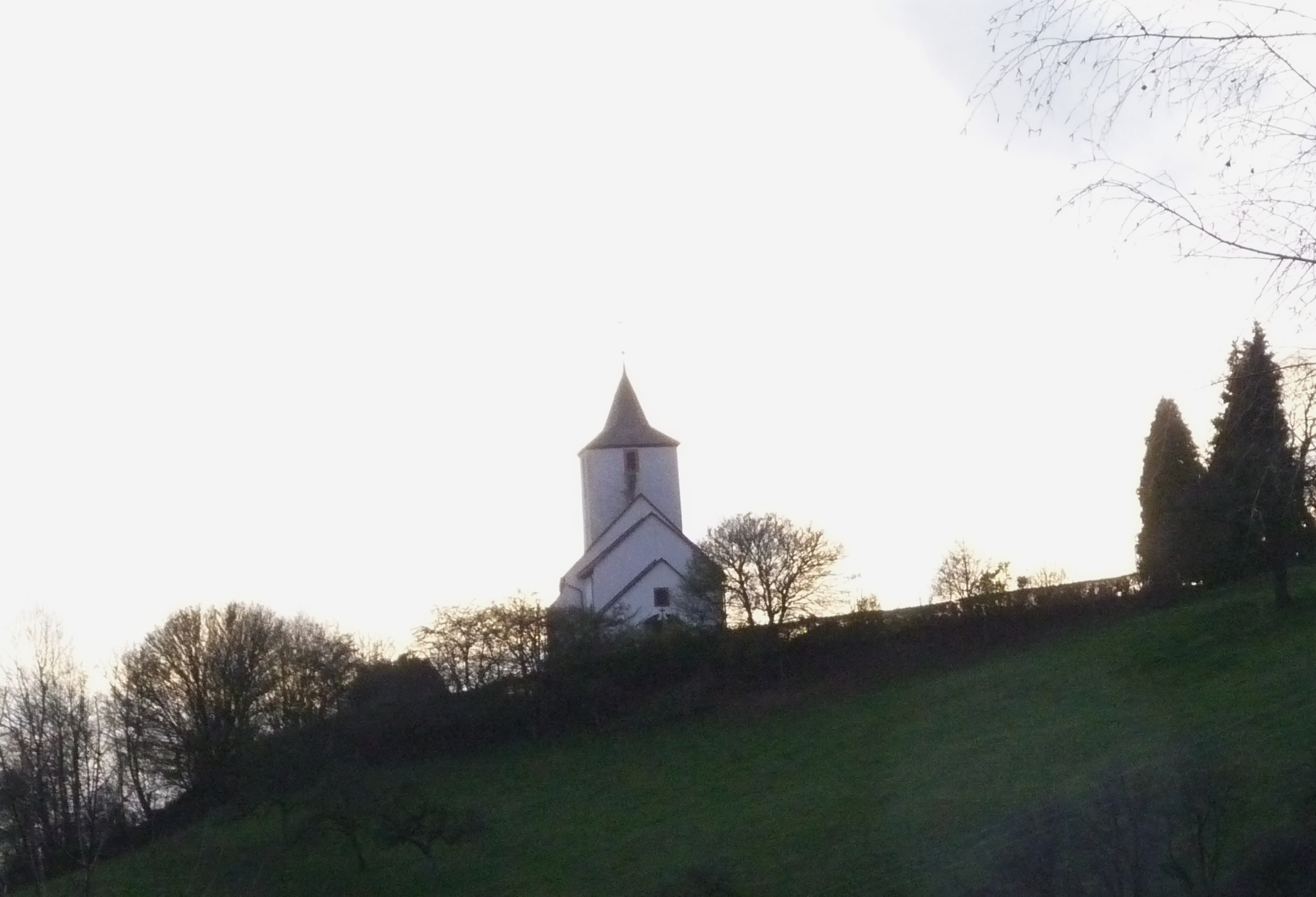
Das Wahrzeichen Gransdorfs: Die „Alte Kirche St. Apollonia“.

Gransdorf ist eine Ortsgemeinde im Eifelkreis Bitburg-Prüm in Rheinland-Pfalz. Sie gehört der Verbandsgemeinde Bitburger Land an.

## Geographie
Gransdorf liegt in einem Tal durch welches der Spangerbach fließt. Der Ort liegt nahe dem amerikanischen Militärstützpunkt Spangdahlem und der Bundesautobahn 60.
Zu Gransdorf gehören auch die Wohnplätze Biermühle und Erlenhof sowie die Weiler Eulendorf und Gelsdorf.

Rund zwei Kilometer entfernt beginnt der Landkreis Bernkastel-Wittlich (nur ein Wald trennt Hof Hau, gehörend zu Landscheid und Gransdorf).

## Geschichte
Eine frühe Besiedelung des Areals konnte durch den Fund einer Grabhügelnekropole südöstlich des Ortes bestätigt werden.
Der Ort wurde im Jahre 1098 erstmals unter dem Namen „Grandesdorf“ erwähnt. Gransdorf gehörte bis zum Ende des 18. Jahrhunderts zur Propstei Bitburg, die ein Teil des Herzogtums Luxemburgs war.
Nach 1792 hatten französische Revolutionstruppen die Österreichischen Niederlande, zu denen das Herzogtum Luxemburg und damit auch Gransdorf damals gehörte, besetzt und 1795 annektiert. Unter der französischen Verwaltung wurde Gransdorf 1795 dem Kanton Dudeldorf zugeordnet, der verwaltungsmäßig zum Arrondissement Bitburg im Departement Wälder gehörte. Gransdorf war Sitz einer Mairie.
Aufgrund der Beschlüsse auf dem Wiener Kongress kam die Region 1815 an das Königreich Preußen. Unter der preußischen Verwaltung gehörte Gransdorf zur gleichnamigen Bürgermeisterei im 1816 neu errichteten Kreis Wittlich im Regierungsbezirk Trier.
Bevölkerungsentwicklung
Die Entwicklung der Einwohnerzahl von Gransdorf, die Werte von 1871 bis 1987 beruhen auf Volkszählungen:
| Jahr | Einwohner |
| ---- | --------- |
| 1815 | 287       |
| 1835 | 335       |
| 1871 | 414       |
| 1905 | 395       |
| 1939 | 372       |
| 1950 | 423       |
| 1961 | 383       |

| Jahr | Einwohner |
| ---- | --------- |
| 1970 | 354       |
| 1987 | 298       |
| 1997 | 310       |
| 2005 | 314       |
| 2011 | 311       |
| 2017 | 317       |

## Politik

### Gemeinderat
Der Gemeinderat in Gransdorf besteht aus acht Ratsmitgliedern, die bei der Kommunalwahl am 9. Juni 2024 in einer Mehrheitswahl gewählt wurden, und dem ehrenamtlichen Ortsbürgermeister als Vorsitzendem.

### Bürgermeister
Timo Willems wurde am 17. Juni 2019 Ortsbürgermeister von Gransdorf. Da bei der Direktwahl am 26. Mai 2019 kein gültiger Wahlvorschlag eingereicht wurde, oblag die Neuwahl gemäß rheinland-pfälzischer Gemeindeordnung dem Rat, der sich für Willems entschied. Bei der Direktwahl am 9. Juni 2024 wurde er als einziger Bewerber mit einem Stimmenanteil von 83,5 % für fünf Jahre wiedergewählt.
Der Vorgänger von Willems, Friedebert Spoden, hatte das Amt zehn Jahre ausgeübt.

### Wappen
| Wappen von Gransdorf | Blasonierung: „In Rot ein silberner Schräglinksbalken, belegt mit zwei ineinander geschlungenen roten Ringen. Oben eine silberne Kirche im Umriss der ehemaligen Pfarrkirche. Unten eine goldene Krone.“ |
| Wappen von Gransdorf | Wappenbegründung: Bis zur Neugliederung der Pfarreien war Gransdorf der Sitz einer Mutterpfarrei mit zahlreichen Filialen. Wahrzeichen von Gransdorf ist auch heute noch die hoch über dem Ort gelegene ehemalige Pfarrkirche St. Apollonia. Schutzpatronin der alten Pfarrkirche war die Himmelskönigin und Gottesmutter Maria, als deren Symbol die Krone im unteren Schildteil gewählt wurde. Obwohl die nahegelegene Zisterzienserabtei Himmerod nur bis zum Jahr 1212 am Kirchenpatronat der Pfarrkirche Teil hatte, war sie als Grundherrin bis zum Ende des Ancien Régime an Gransdorf gebunden. Ihr Symbol, zwei ineinander geschlungene Ringe, befindet sich rot dargestellt im silbernen Schrägbalken. |

Bis zur Neugliederung der Pfarreien war Gransdorf der Sitz einer Mutterpfarrei mit zahlreichen Filialen. Wahrzeichen von Gransdorf ist auch heute noch die hoch über dem Ort gelegene ehemalige Pfarrkirche „St. Apollonia“. Schutzpatronin der alten Pfarrkirche war die Himmelskönigin und Gottesmutter Maria, als deren Symbol die Krone im unteren Schildteil gewählt wurde.
Obwohl die nahegelegene Zisterzienserabtei Himmerod nur bis zum Jahr 1212 am Kirchenpatronat der Pfarrkirche teilhatte, war sie als Grundherrin bis zum Ende des Ancien Régime an Gransdorf gebunden. Ihr Symbol, zwei ineinandergeschlungene Ringe, befindet sich rot dargestellt im silbernen Schrägbalken.

## Kultur und Sehenswürdigkeiten

### Alte Kirche St. Apollonia
Über dem Ort thront die im 14. Jahrhundert erbaute „Alte Kirche St. Apollonia“. Sie untersteht seit dem 18. Jahrhundert dem Schutz der heiligen Sankt Apollonia. Sie war über Jahrhunderte die Hauptkirche einer Pfarrei und wurde erst in den Jahren 1923 bis 1925 durch eine neue Kirche unten im Ort ersetzt.
Die Kirche wurde im Laufe der Jahre, mit Hilfe eines eigens 1996 gegründeten Fördervereins, von außen und innen restauriert. Angehörige der Fachhochschule Köln (Studiengang: Restaurierung- und Konservierung von Kunst- und Kulturgut) haben in den Jahren von 1998 bis 2001 die Einrichtung aus der Zeit des Barocks und Spätbarocks teilweise wiederhergestellt. Weitere Arbeiten an der Außenhaut und im Inneren der ehemaligen Pfarrkirche folgten, schließlich wurde in der Kirche die erste Heilige Messe nach langer Zeit am 20. Oktober 2001 gefeiert.

### Kalkbrennofen
Am alten Kalkbrennofen, am Ortsausgang in Richtung Gelsdorf, wurde im Jahr 2002 das zweite Kalkbrennfest im Ort gefeiert. Hierzu wurde aus dem benachbarten Ort Pickließem Kalkstein herbeigebracht. Nach alter Tradition wurde der Kalk über drei Nächte gebrannt. Schon früher war das Kalkbrennen im Ort eine weit verbreitete Methode, um Hilfsmittel zum Hausanstrich oder auch gegen Ungeziefer zu erhalten.

### Dorfleben
In dem kleinen Ort gibt es einige Vereine. Vor allen anderen ist der „Ackerbauverein-Südeifel e. V.“ zu nennen, der sich zum Ziel gesetzt hat, historische Traktoren und landwirtschaftliche Arbeitsgeräte zu erwerben, diese instand zu setzen und sie somit für die Nachwelt zu erhalten.
Des Weiteren gibt es die Freiwillige Feuerwehr Gransdorf, den Musikverein „Eifelkapelle Gransdorf“, einen Förderverein für die „Alte Kirche St. Apollonia“ und eine Laien-Theatergruppe.